# Мерине
Мерине (итал. Merine) је насеље у Италији у округу Лече, региону Апулија.
Према процени из 2011. у насељу је живело 4785 становника. Насеље се налази на надморској висини од 42 м.